# 三只瞎老鼠及其他
《三只瞎老鼠及其他》（英語：Three Blind Mice and Other Stories）是阿加莎·克里斯蒂的一部短篇小说集，1950年在美国出版。
小说集中的其他小说均在后来的小说集中出现，只有《三只瞎老鼠》成为作者唯一未在英国出版的作品。但该作品改編为剧本《捕鼠器》，已经公演2万余场。

## 內容
1. 《三只瞎老鼠（英语：Three Blind Mice (radio play and short story)）》
2. 《馬修叔公的玩笑》(Strange Jest)
3. 《愛妻》(Tape-Measure Murder)
4. 《模範女傭》(The Case of the Perfect Maid)
5. 《守門婦之謎》(The Case of the Caretaker)
6. 《三樓奇案》(The Third Floor Flat)
7. 《小強尼歷險記》(The Adventure of Johnnie Waverly)
8. 《二十四隻黑畫眉》(Four-and-Twenty Blackbirds)
9. 《愛情偵探》(The Love Detectives)